# Etta Jones
Etta Jones (ur. 25 listopada 1928 w Aiken w stanie Karolina Południowa, zm. 16 października 2001 w Mount Vernon) – amerykańska wokalistka jazzowa.
Współpracowała m.in. z Earlem Hinesem, Artem Blakeyem i Houstonem Personem.
Najpopularniejsze nagrania: Solitude, Unchained Melody, I Sold My Heart to the Junkman, All the Way.

## Dyskografia
Albumy solowe
- Don't Go to Strangers (1960)
- Something Nice (1960)
- So Warm (1961)
- Love Is the Thing (1961)
- From the Heart (1962)
- Lonely and Blue (1962)
- Love Shout (1962)
- Hollar! (1962)

Współpraca
- Soul Summit Vol. 2 (oraz Gene Ammons, 1962)